# Churia ocellata
Churia ocellata är en fjärilsart som beskrevs av Butler 1889. Churia ocellata ingår i släktet Churia och familjen trågspinnare. Inga underarter finns listade i Catalogue of Life.